# Jan Bresser
Johannes Gijsbertus (Jan) Bresser (Arnhem, 7 oktober 1899 – Doorwerth , 4 januari 1973) was een Nederlands violist.
Hij werd geboren binnen het gezin van muzikant Antoon Bresser en Aaltje Bosch. Broer Reinier Bresser was cellist, broer Martin pianist, trombonist. Jan huwde Wilhelmina Johanna Oostenbroek, die als Kie Oostenbroek pianiste en pianolerares was en met wie hij begin jaren twintig optrad. Hij werd in 1965 benoemd tot ridder in de Orde van Oranje Nassau.
Hij kreeg zijn muziekopleiding in eerste instantie van zijn vader die violist was bij de Arnhemse Orkest Vereniging. Daarna kreeg hij vioolles van Henri Heijtze aan de Arnhemse Muziekschool. Al tijdens zijn opleiding was hij op het concertpodium, onder andere van Musis Sacrum, te vinden. In 1916 kon hij op voorspraak van Alexander Schmuller, Julius Röntgen en Johan Wagenaar met een toelage van 600 gulden per jaar gaan studeren aan het Amsterdams Conservatorium bij Alexander Schmuller (viool) en Bernard Zweers (compositie). Nadat hij de studie had afgerond kon hij aan de slag als violist en concertmeester van de Haarlemse Orkest Vereniging. In 1925 vertrok hij naar Dusseldorp om diezelfde functies te bekleden bij het stedelijk orkest van Georg Schnéevoigt (meer dan 100 man) aldaar. In 1940 kwam hij naar Amsterdam om er voor jaren concertmeester te zijn van het Concertgebouworkest (1940-1965/1966). Broer Reinier werd op hetzelfde tijdstip benoemd tot cellist van dat orkest. In 1961 kreeg hij een jonge Jean Louis Stuurop als junior concertmeester naast zich; collega Steven Staryk kreeg Herman Krebbers naast zich.
Naast zijn orkestwerkzaamheden speelde hij ook kamermuziek met een Hollands trio met Guillaume Hesse (cello) en Jan Kuiler (piano), later met het Spaanderman trio met Jaap Spaanderman en broer Reinier en weer later als Jan Bresser trio met pianist Piet Ketting. In 1950 vormde hij samen met Jan Damen, Klaas Boon en Tibor de Machula het Concertgebouwstrijkkwartet.
Van zijn hand verscheen ook een aantal werken in een vioolconcert (1934, uitvoering in Düsseldorf), drie strijkkwartetten, een uitgeschreven cadens voor een werk van Antonio Vivaldi, een pianosonate, vier vioolsonates etc.
Norman Perryman legde hem op doek vast (1966).
- Gemeinsame Normdatei: 1072568195
- International Standard Name Identifier: 0000 0003 9228 6482
- MusicBrainz: 63154b9c-10b4-433a-a6c5-67c22aba86f3
- Nederlandse Thesaurus van Auteursnamen: 35259649X
- Virtual International Authority File: 286314951
- WorldCat: E39PBJvhtRhXFhCYW46GJqkxDq